# Нечаевка (Дагестан)
Неча́евка — село в Кизилюртовском районе Дагестана. Является административным центром «Нечаевский».

## Географическое положение
Расположено на правом берегу реки Сулак, в 8 км к северо-востоку от города Кизилюрт.

## История
В 1888 г. крестьянин Нечаев из Киевской губернии приобрел землю у князя Казаналипова, на которой основал хутор. Позже на хуторе стали селиться переселенцы из Киевской и Полтавской губерний. Поселенцы были в большей своей массе представителями секты штундистов. В 1895 г. на хуторе проживало 170 человек.

## Население
| 1895  | 1926 | 1939 | 1970  | 1989  | 2002  | 2010  |
| ----- | ---- | ---- | ----- | ----- | ----- | ----- |
| 170   | ↗234 | ↗357 | ↗1779 | ↗4751 | ↗6396 | ↘4779 |
| 2021  |      |      |       |       |       |       |
| ↗6327 |      |      |       |       |       |       |

Моноэтническое аварское село (99,2 % населения).